# چمن‌چکاو شرقی
چمن‌چکاو شرقی (نام علمی: Sturnella magna) نام یک گونه از سرده چمن‌چکاو است.